# Hors du monde (film, 1999)
Pour les articles homonymes, voir Hors du monde.
Pour plus de détails, voir Fiche technique et Distribution.
Hors du monde (Fuori dal mondo) est un film italien réalisé par Giuseppe Piccioni, sorti en 1999.

## Synopsis
Caterina, une religieuse sur le point de prononcer ses vœux perpétuels, tombe par hasard sur un bébé abandonné, enveloppé dans un pull. En essayant de découvrir l'identité de la mère du bébé, Caterina rencontre Ernesto. Il est le propriétaire solitaire et introverti de la blanchisserie où travaille depuis quelque temps une jeune femme appelée Teresa, avec laquelle Ernesto entretient une relation. La religieuse et Ernesto partent alors à la recherche de Teresa, qui entre-temps est retournée chez son ancien compagnon. L'enfant abandonné sera finalement adopté car Teresa, probablement poussée par la honte et un sentiment de culpabilité, se sent incapable d'accepter l'enfant qu'elle a eu avec Gianfranco, le compagnon de sa mère.
Occupée à prendre soin du bébé, Caterina sent poindre en elle un instinct maternel et elle doit lutter pour décider si elle veut vraiment devenir religieuse. Ernesto, déçu par l'espoir d'être le père du nouveau-né qui aurait donné un sens à sa vie, devra se résoudre à l'impossibilité de vivre avec Caterina avec laquelle une relation d'affection réciproque est née. Tous deux vont entreprendre un voyage intérieur et un voyage de connaissance hors du monde habituel dans lequel ils vivent. Pourtant, avec une résignation sereine et un regret tranquille, ils seront finalement contraints par la fatalité de la vie de revenir aux affaires du monde.

## Fiche technique
Sauf indication contraire, les informations mentionnées dans cette section peuvent être confirmées par la base de données cinématographiques IMDb,  présente dans la section « Liens externes ».
- Titre français : Hors du monde
- Titre original italien Fuori dal mondo
- Réalisation : Giuseppe Piccioni
- Scénario : Giuseppe Piccioni, Lucia Maria Zei et Gualtiero Rosella
- Photographie : Luca Bigazzi
- Musique : Ludovico Einaudi
- Production : Lionello Cerri et Rosanna Seregni
- Pays de production : Italie
- Format : Couleurs
- Genre : drame
- Durée : 100 minutes
- Dates de sortie : 
  - Italie : 26 mars 1999
  - France : 30 septembre 2004 (Festival du film italien d'Annecy)

## Distribution
- Margherita Buy : Sœur Caterina
- Silvio Orlando : Ernesto
- Carolina Freschi : Teresa
- Maria Cristina Minerva : Esmeralda
- Giuliana Lojodice : Mère de Caterina

## Récompense
- 1999 : prix Sergio-Leone au Festival du film italien d'Annecy.